# CMT-Schweißen
CMT-Schweißen (von englisch cold metal transfer) ist ein Metallschutzgas-Schweißverfahren.

Einzelne Schritte beim CMT-Schweißen

Das seit 2005 eingesetzte Verfahren wurde von dem österreichischen Schweißtechnik-Unternehmen Fronius entwickelt und zählt zu den Lichtbogenschweißverfahren. Es handelt sich um eine Weiterentwicklung des MIG/MAG-Schweißens mit neuer Methode zur Tropfenablösung und wird unter anderem eingesetzt, um Mischverbindungen von verzinktem Stahl und Aluminium herzustellen. Der Schweißprozess kann auch zum spritzerfreien Löten beschichteter Bleche und bei Dünnstblechverbindungen (≤1 mm) eingesetzt werden.
Neben einem pulsierenden Schweißstrom (Impulsschweißen) wird bei diesem Verfahren zusätzlich der Schweißdraht mit hoher Frequenz vor und zurück bewegt. Dies geschieht prozessorgesteuert und kann, entsprechend den vorliegenden Bedingungen, angepasst werden.
Bei dem Prozess wird der unter Spannung stehende Schweißdraht in Richtung Grundwerkstoff bewegt, bis sich ein Kurzschluss bildet. Nach dem Einstellen des Stromflusses wird rechnergesteuert die Stromzufuhr unterbrochen und der Schweißdraht wird in die entgegengesetzte Richtung zurück bewegt. Durch die  Drahtbewegung lösen sich die beim Kurzschluss bildenden Schweißperlen besonders leicht vom Draht ab. Es entstehen nur wenige Spritzer.
Durch die geregelte Stromzufuhr und die unterstützende Wirkung der Drahtbewegung beim Werkstoffübergang erfolgt nur ein sehr niedriger Wärmeeintrag auf den Grundwerkstoff. Vorteile dadurch sind eine kleine Wärmeeinflusszone und sehr geringe Aufmischung (Mischungen aus Schweißzusatz und Grundwerkstoff).